# نعمت‌الله علیرضایی
نعمت‌الله علیرضایی (زادهٔ ۱۳۳۰ در خمینی‌شهر) نمایندهٔ حوزهٔ انتخابیهٔ خمینی‌شهر در دورهٔ ششم مجلس شورای اسلامی بوده‌است.